# Мэннинг, Шэрон
Шэрон Мэннинг (англ. Sharon Manning; родилась 20 марта 1969 года, Эмпория, штат Виргиния, США) — американская профессиональная баскетболистка, выступавшая в женской национальной баскетбольной ассоциации. Была выбрана на драфте ВНБА 1997 года во втором раунде под общим десятым номером клубом «Шарлотт Стинг». Играла в амплуа тяжёлого форварда и центровой. По завершении спортивной карьеры вошла в тренерский штаб команды NCAA «Сент-Джозефс Хокс». В настоящее время работает главным тренером родной школьной команды «Гринсвилл-Каунти Игл».

## Ранние годы
Шэрон Мэннинг родилась 20 марта 1969 года в независимом городе Эмпория (штат Виргиния), а училась она там же в средней школе Гринсвилл-Каунти, в которой выступала за местную баскетбольную команду.